# Zakon św. Zbawiciela z Monrealu

Symbol zakonu

Zakon św. Zbawiciela z Monrealu – hiszpański zakon rycerski został założony w 1128 r. przez Alfonsa I Aragońskiego i Gastona IV z Bearn. Określany był też jako Rycerze Chrystusowi (Militia Cristi) lub Rycerze Świętego Zbawiciela (Militia San Salvador). Składał się z rycerzy aragońskich. Był spadkobiercą lokalnych milicji z Nawarry i Aragonii, istniejących od 1050 r. Uposażony został przez króla miastem Monreal i połową dochodów królewskich z sześciu miast między Daroca i Walencją. Wkrótce połączył się z templariuszami.
Symbolem zakonu był czerwony krzyż z tarczą pośrodku zawierającą literę M mającą wielorakie znaczenie - Maryja, Milicja, Monreal.